# Atol Palmyra na Segunda Guerra Mundial
O Atol Palmyra ou somente Palmyra participou da Segunda Guerra Mundial, como território dos Estados Unidos da América, desde o começo da Guerra do Pacífico iniciado pelo Império do Japão iniciada em 1941.

## Base Militar do Atol Palmyra
Palmyra foi transformada em base militar no início da Segunda Guerra Mundial no Pacífico, depois que algumas questões jurídicas foram resolvidas. A ilha foi fortificada quando se viu na linha de frente do Pacífico, devido às perdas de territórios dos EUA a oeste. Foi bombardeado uma vez no início da guerra, mas devido ao sucesso militar dos EUA acabou sendo usado para reabastecimento e treinamento. Após a 2ª Guerra Mundial, foi devolvido à propriedade privada e a base naval foi quase toda demolida.

## Visitas do Governo Americano
Uma série de documentos e relatórios não oficiais desde a Segunda Guerra Mundial afirmam que o Atol Palmyra foi colocada sob jurisdição naval em 1934, como parte da Ordem Executiva 6 935. no entanto Palmyra não é mencionada nessa ordem, primeira menção oficial de Palmyra sob jurisdição naval vem de uma carta de 1939 do Procurador-Geral dos EUA, mencionada em um relatório de Áreas Insulares de 1997, concluindo que "Palmyra era terra pública dos EUA e que a reivindicação Fullard-Leo era inválida. S. Rep. No. 83-886 em 37." Logo após isso, o presidente Franklin D. Roosevelt emitiu a Ordem Executiva 8 616, oficialmente 'Colocando a Ilha Palmyra, Território do Havaí, sob o controle e jurisdição do Secretário da Marinha'.
Em 14 de fevereiro de 1941, Roosevelt emitiu a Ordem Executiva 8 682 para criar áreas de defesa naval nos territórios centrais do Pacífico. A proclamação estabeleceu a "Área Marítima Defensiva Naval da Ilha de Palmyra", que abrangia as águas territoriais entre as marcas extremas da maré alta e os limites marinhos de três milhas ao redor do atol. A "Reserva de Espaço Aéreo Naval da Ilha de Palmyra" também foi estabelecida para restringir o acesso ao espaço aéreo da área. Apenas navios e aeronaves do governo dos EUA foram autorizados a entrar nas áreas de defesa naval do Atol de Palmyra, a menos que autorizados pelo Secretário da Marinha. A Marinha assumiu o controle do atol para uso como Estação Aérea Naval da Ilha de Palmyra em 15 de agosto de 1941. De novembro de 1939 a 1947, o atol teve representantes residentes do Governo Federal, os comandantes da ilha. O atol foi bombardeado por um submarino japonês em 1941, sem danos ou ferimentos significativos. O governo fez extensas alterações nas formas do terreno. Ele explodiu e dragou um canal de navios do mar aberto para a Lagoa Oeste, que havia sido completamente cercada por ilhas e recifes e não era navegável até que o canal alcançou a lagoa em 15 de maio de 1941. Ele uniu ilhas com estradas elevadas, construídas novas ilhas e ilhas existentes estendidas com restos de corais dragados, incluindo a pista principal em Cooper Island. uma pista de pouso de emergência chamada Sand Island unida por uma ponte para Home Island e duas ilhas de pista artificial que não foram concluídas. Estas alterações bloquearam o fluxo de água através do atol e acredita-se que tenham prejudicado gravemente a ecologia natural das lagoas.

## Guerra
Em Dezembro de 1941, o Japão declarou guerra aos Estados Unidos e a Grã-Bretanha e lançou ataques e invasões por toda a Ásia e o Pacífico, mergulhando os Estados Unidos na Segunda Guerra Mundial, nesse contexto I-175 da Marinha Imperial Japonesa bombardeou a estação naval em 24 de dezembro de 1941, abrindo fogo ás 04h55, horário civil de Greenwich, o bombardeio atingiu a estação de rádio do atol a atingiu a draga, depois disso uma bateria de artilharia costeira respondeu o fogo e fez o navio japonês recuar.
Embora os Estados Unidos tenham perdido o controle das Filipinas, Guam e Wake  no início da guerra, a maré da batalha do Pacífico mudou lentamente com batalhas como a Batalha de Midway e Guadalcanal . Em 1944, grande parte do sudoeste do Pacífico estava sob controle dos Aliados, e a combinação de saltos entre ilhas e bombardeios estratégicos levou à rendição japonesa em 1945. Durante a guerra, a base de Palmyra foi usada pela Marinha para treinamento e reabastecimento.

## Pós-guerra
Após a Segunda Guerra Mundial, grande parte da Estação Aérea Naval foi demolida, com alguns dos materiais empilhados e queimados no atol, despejados na lagoa ou, no caso de munições não detonadas em algumas ilhotas, deixados no local após a Segunda Guerra Mundial o atol sofreu muitas consequências dos bombardeios como a fauna e a flora que foi danificada com os gases tóxicos, depois da Segunda Guerra Mundial nomearam o Atol como "Refúgio Ambiental" (em Inglês "Palmyra Atoll National Wildlife Refuge").